# Ed von Schleck
Ed von Schleck ist eine Marke für ein Speiseeis, die seit ca. 1980 besteht. In Deutschland wurde ein ähnliches Eis bereits seit 1969 von Langnese unter dem Namen Dingi Star (Geschmacksrichtung Erdbeere und Orange) verkauft. In Österreich wurde dieses Eis unter dem Namen Paiper von Eskimo eingeführt. Die Eismasse befindet sich in einem Plastik- oder Papierhohlzylinder und wird mit Hilfe eines beweglichen Stiels nach oben geschoben. Es gab früher mehrere Geschmacksrichtungen. Zuletzt war es eine Erdbeer-Vanilleeiscreme. Das Eis konnte für eine Verzehrpause wieder in den Zylinder zurückgezogen werden.
In Österreich wurde die Produktion erstmals 1984 eingestellt, auf Wunsch zahlreicher Kunden wurde das Eis 2000 wieder in das Programm von Eskimo aufgenommen, 2004 dann aber erneut abgesetzt. Im Juni 2007 erschien die Geschmacksrichtung Erdbeer-Vanille unter dem Namen Simpson. Hintergrund der Wiedereinführung war eine Retrowelle in Österreich, die durch das Buch Wickie, Slime & Paiper ausgelöst worden war und zu einer Unterschriftenaktion für Paiper führte.